# Graftonita
La graftonita es un mineral de la clase de los minerales fosfatos. Fue descubierta en 1900 en la localidad de Grafton, en el estado de Nuevo Hampshire (EE. UU.), de donde toma su nombre este mineral. Un sinónimo poco usado es el de repossita.

## Características químicas
Es un fosfato de hierro, manganeso y calcio. Forma una serie de solución sólida con la beusita (Mn2+(Fe2+)2(PO4)2) por empobrecimiento en átomos de calcio.

## Hábito
Generalmente presenta un hábito masivo, en forma de láminas paralelas cuando aparece en junto a trifilitas u ocasionalmente con otros fosfatos primarios en rocas pegmatitas de granito. Los cristales bien formados de este mineral son desconocidos. Los cristales pseudomórficos de heterosita formados a partir de "cristales" de graftonita son fuertemente prismáticos, de donde deducimos cómo es su estructura cristalina. También ocurre esto cuando aparecen cristales de graftonita en bruto en el interior de trifilita.

## Formación y yacimientos
Es un mineral fosfato de formación primaria, es decir, formado cuando se formó la roca, que aparece en complejos pegmatíticos de granito.
Suele encontrarse asociado a otros minerales como: trifilita, litiofilita, sarcópsido, ferrisicklerita, heterosita, arrojadita, fairfieldita, barbosalita, almandino, zircón, albita, moscovita o biotita.